# Ptahshepses (sumo sacerdote)
| p · t | V28 | A50 | s | s |

| p · t | V28 | A50 | s | s |

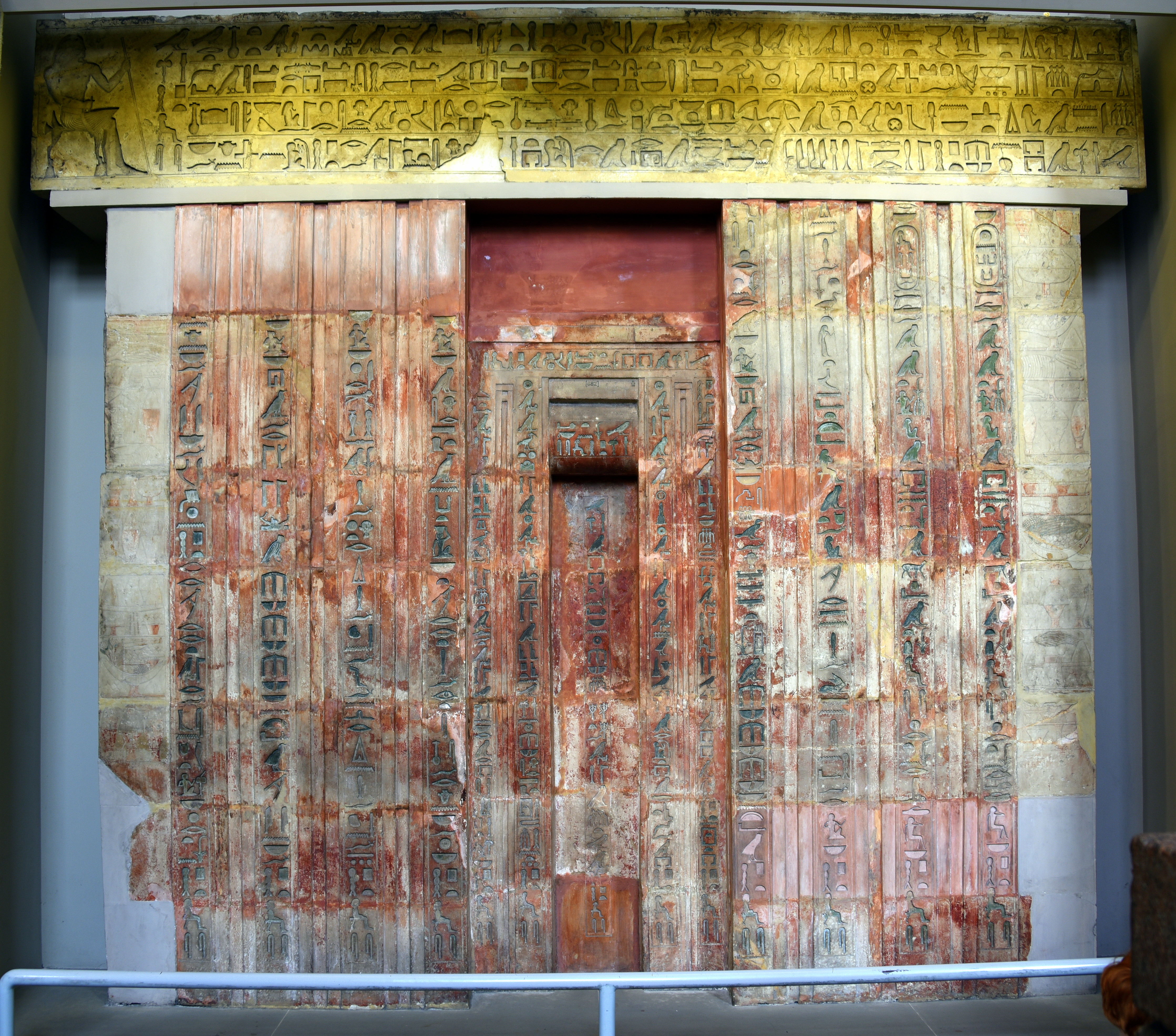
Falsa puerta y arquitrabe de Ptahspepses. Tumba de Ptahshepses en Saqqara. Reino Antiguo, V Dinastía,. British Museum.

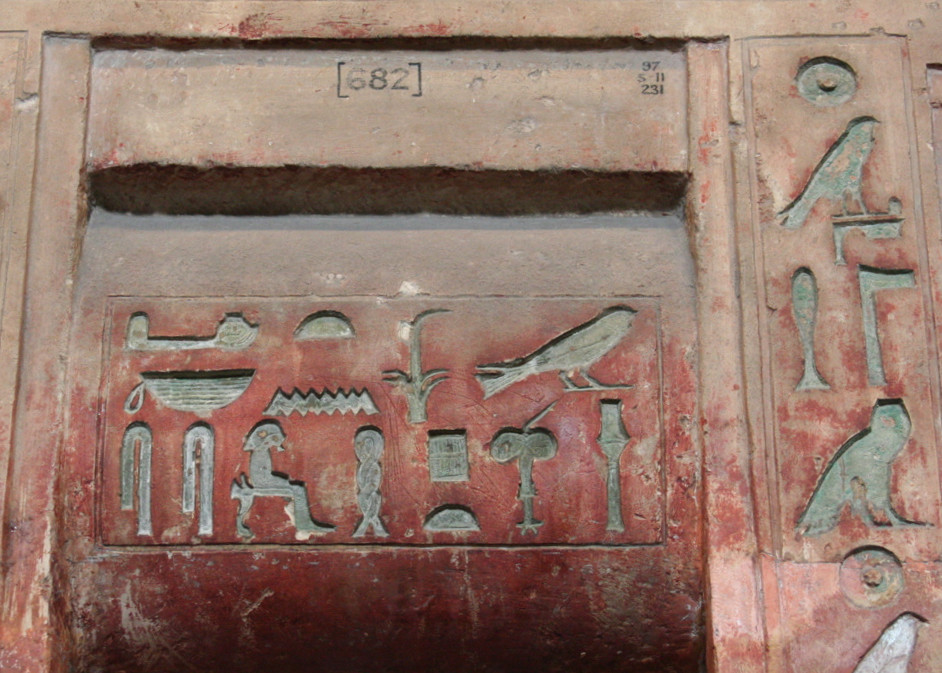
Nombre en jeroglífico de Ptahshepses precedido por su título de sumo sacerdote de Ptah.

Ptahshepses fue un oficial del Antiguo Egipto de finales de la IV y principios de la V Dinastía. Su título principal era el primero de los líderes de los artesanos, que en períodos posteriores era la designación principal del sumo sacerdote de Ptah de Menfis. En calidad de tal, ostentaba también el título de jefe de los secretos de todas las obras que el rey se complacía en realizar, una especie de arquitecto jefe, que asistía a su rey y al chaty en la realización de las grandes obras del reinado, como la construcción de la tumba real.
Ptahshepses es conocido principalmente por una puerta falsa de su tumba (mastaba) que hoy se encuentra en el Museo Británico (n.º de inv. EA 682). Un fragmento más pequeño de la puerta se conserva en el Museo del Instituto Oriental (n.º de inv. 11084) de Chicago. También se le conoce por estatuas y por una mastaba en Saqqara (mastaba C 1).

## Biografía
Su puerta falsa lleva una inscripción biográfica que relata los principales acontecimientos de su vida. Empezando por el extremo derecho de la puerta, la columna 1 indica que Ptahshepses nació bajo el reinado de Menkaura y se educó en palacio, entre los niños reales de la corte. Probablemente procedía de una familia de ascendencia noble, ya que Ptahchepses se educó entre los niños reales de la corte desde una edad temprana. Esta educación de primer orden le permitió ascender rápidamente a altos cargos administrativos y luego religiosos. Ptahshepses vivió una vida excepcionalmente larga, acompañando los reinados de seis soberanos durante un periodo de más de cincuenta años, acumulando cargos y honores a lo largo de los años.
Excluyendo el centro de la puerta, se supone que cada una de las 8 columnas registra acontecimientos bajo reyes sucesivos. Así, aunque sólo son visibles los cartuchos de Menkaura y Shepseskaf, se cree que bajo Userkaf, de la V Dinastía, Ptahshepses se casó con la hija del rey Shepseskaf, Jamaat, lo que le convirtió en una de las figuras clave del reino. Así, habría vivido probablemente, al menos, hasta el reinado de Niuserra.
Sus títulos indican numerosas funciones clericales en los distintos santuarios de la región y en la capital del reino, participando en las grandes ceremonias rituales, acompañando al rey en la gran barca sagrada que transportaba a los dioses durante las grandes fiestas del reino, las peregrinaciones oficiales y las ceremonias vinculadas a la coronación y los jubileos reales.
Dirigió el templo de Sokaris, el dios de las necrópolis, y fue el gobernador de todos los dominios de Egipto adscritos al gran templo de Ptah. También fue sacerdote de Ra bajo la forma de Hor-em-akhet, es decir, Horus en el Horizonte, en los templos solares de Sahura, Neferirkara y Niuserra, cuyos nombres figuran en la gran estela de la puerta falsa de su mastaba.
Es probable que conservara su cargo de sumo sacerdote durante todo el periodo que abarcan estos diferentes reinados. Fue el primer sumo pontífice menfita que dispuso de una tumba tan bien desarrollada, cuyos restos han sido encontrados, reveladora de su personalidad y de una brillante carrera que abarcó varios reinados, asegurando la transición entre las dinastías IV y V.
En el dintel de la falsa puerta, aparece el dios del inframundo Osiris en la fórmula de ofrenda. Por lo demás, Osiris no está bien documentado en la V Dinastía y existe un debate entre los eruditos sobre la primera mención de Osiris en las fuentes del Antiguo Egipto. Dependiendo del tiempo de vida de Ptahshepses, sus inscripciones podrían ser la evidencia más antigua de esta deidad. Sin embargo, también es posible que Ptahshepses muriera después de Niuserra.
En 2022-2023, el Instituto Checo de Egiptología redescubrió la tumba de Ptahshepses, 160 años después de la excavación inicial de Auguste Mariette.